# Eldhrímnir
O Eldhrímnir segundo a mitologia nórdica, é um caldeirão gigante e mágico, no qual o cozinheiro dos deuses, Andhrimnir, cozinhava a Sæhrímnir, uma criatura que todos os dias os Ases e os Einherjar comiam, em Valhalla.
É referido nas fontes primárias da mitologia nórdica no Gylfaginning do Edda em prosa e no Grímnismál do Edda poética.